# 土门镇 (郧西县)
土门镇，是中华人民共和国湖北省十堰市郧西县下辖的一个乡镇级行政单位。

## 行政区划
土门镇下辖以下地区：
党家沟村、六官坪村、关帝庙村、土门村、上坪村、干沟村、邵家沟村、家竹村、唐家坪村、龙潭村、双庙村、平原村、茅坪村、玉皇顶村、辽坡村、九龙寺村、干树垭村、吊桥村、油坊岭村、王二沟村、七里沟村和罗圈岭村。